# Microrregión de Franca
La Microrregión de Franca es una de las microrregiones del estado brasileño de São Paulo. Su población fue estimada en 2006 por el IBGE en 396.217 habitantes y está dividida en diez municipios. Posee un área total de 3.439,870 km².

## Municipios
- Cristais Paulista
- Franca
- Itirapuã
- Jeriquara
- Patrocínio Paulista
- Pedregulho
- Restinga
- Ribeirão Corrente
- Rifaina
- São José da Bela Vista

- Datos: Q2465465